# Nicolás Sarmiento
Nicolás Sarmiento, né le 3 décembre 1992 à Buenos Aires, est un joueur international Argentin de futsal évoluant au poste de gardien de but.

## Biographie

### Débuts en Amérique du Sud
Entre 2000 et 2009, Nicolas Sarmiento passe par le Club Atlético Platense. Il rejoint ensuite le Club Atlético River Plate et rêve de devenir footballeur professionnel. Il se souvient en 2016 : « J'ai toujours été gardien. J'ai choisi le futsal parce que c'était plus rapide. On touche beaucoup plus de ballons. (...) En foot à onze, il m'arrivait de ne pas toucher la balle pendant une vingtaine de minutes. Et puis, le ballon faisait mal et comme j'étais tout petit (1,68 m), il suffisait de tirer en hauteur pour me marquer un but ».
Nicolas intègre alors la section futsal de River Plate où il évolue en équipe première entre 2011 et 2014.
Sarmiento est prêté en 2014 à l'Intelli Orlândia, au Brésil, avec qui il est vice-champion national et de l'État de São Paulo. Gardant les buts de l'Intelli Orlândia pendant toute la saison, dans le compétitif championnat du Brésil, Sarmiento attire l'attention « non seulement en tant qu'étranger, car il n'y en avait pas beaucoup, mais aussi parce que j'étais très jeune, surtout pour un gardien » déclare-t-il en 2016.

### Confirmation en Espagne
En 2015, Sarmiento rejoint l'Espagne et le Palma Futsal. En février 2017, Sarmiento prolonge son contrat avec le Palma Futsal jusqu'en 2020.
Au terme de son engagement, le portier part pour le Real Betis à Séville.

### En équipe nationale
Diego Giustozzi, sélectionneur de l'équipe d'Argentine de futsal, fait débuter Nicolas Sarmiento comme titulaire à l'occasion de la Coupe des Nations 2014. Le gardien prend un rôle crucial dans le système de Giustozzi. L'entraîneur introduit un style de jeu plus offensif, qui conduit l'Argentine à triompher dans la Coupe des Nations et la Coupe Intercontinentale 2014, en battant le Brésil dans les deux tournois. Toujours en 2014, l'Argentine termine deuxième des qualifications sud-américaines pour le Mondial 2016.
Il est ensuite convoqué pour la Coupe du monde 2016 en Colombie, dont il est le cinquième gardien plus jeune (23 ans) et troisième plus petit (1,68 m) des 55 portiers présents. Sarmiento est élu meilleur gardien de la compétition remportée pour la première fois par l'Albiceleste,.
En 2021, le nouveau sélectionneur Matias Lucuix fait de nouveau appel à Sarmiento pour le Mondial. Pour la deuxième édition consécutive, Nicolas est élu meilleur gardien de la Coupe du monde et dispute la finale, cette fois-ci perdue contre le Portugal.
Début 2022, Sarmiento et l'Argentine remportent la Copa América.

## Palmarès

### En équipe nationale
- Coupe du monde (1)
  - Champion : 2016
  - Finaliste : 2021

- Copa América (1)
  - Vainqueur : 2022
  - Finaliste : 2017

- Championnat d'Amérique du Sud U21
  - Troisième : 2013

### Individuel
Nommé meilleur gardien de la Coupe du monde 2016, Sarmiento est nommé parmi les dix meilleurs portiers de l'année lors des Prix FutsalPlanet. Il termine troisième derrière le Kazakh Leo Higuita et l'Espagnol Paco Sedano.
Au terme du Mondial 2021, Sarmiento est élu meilleur gardien pour la seconde édition consécutive. Il termine de nouveau troisième meilleur portier de l'année aux Prix FutsalPlanet.
- Meilleur gardien de la Coupe du monde (2)
  - Vainqueur : 2016 et 2021

- Prix FutsalPlanet - gardien de l'année
  - Troisième : 2016 et 2021